# Amphizoa lecontei
Amphizoa lecontei é uma espécie de coleóptero da família Amphizoidae. Os adultos têm um comprimento entre 11–16 mm. Seus élitros têm uma distinta carina no quinto intervalo. Com ocorrência no oeste da América do Norte, especialmente nas Montanhas Rochosas. Seu vernáculo anglófono é "Trout-stream beetle".

## Etimologia
O epíteto específico é uma homenagem ao entomologista estadunidense John Lawrence LeConte.

## Taxonomia
Em 1872, Matthews descreveu a espécie baseando-se em um exemplar macho, encontrado na Ilha Vancouver. Em 1927, Van Dyke descreveu A. planata, com base em um holótipo fêmea, encontrada no Rio Beaver Creek, em Alberta e a sinonimizou com A. lecontei. Em 1951, Edwards descreveu A. carinata, com base em um holótipo macho encontrado no Rio Conejos, no condado de Conejos. Mas em 1986, Kavanaugh a tornou um sinônimo junior de A. lecontei.

## Distribuição
A espécie ocorre na região das Montanhas Rochosas, no Canadá (Alberta, British Columbia e Yukon) e nos Estados Unidos (Arizona, Colorado, Idaho, Montana, Nevada, Novo México, Oregon, Utah, Washington e Wyoming).